# جیمز کین
 جیمز مالهن کِین (انگلیسی: James Mallahan Cain؛ ۱ ژوئیهٔ ۱۸۹۲ – ۲۷ اکتبر ۱۹۷۷) نویسنده و روزنامه‌نگار آمریکایی خالق رمان‌های جنایی معروف پستچی همیشه دو بار زنگ می‌زند و غرامت مضاعف است.